# Інуксук Канака
Інуксук Канака — це кам'яна фігура, створена Альвіном Канаком на березі Англійського заливу у столиці Британської Колумбії Ванкувері.
Перед інуксуком знаходиться меморіальна дошка, на якій засвідчено, що він був збудований із сірого граніту на замовлення уряду Північно-західних територій (Канада), експонований на всесвітній виставці «Експо-86», а пізніше подарований мешканцям міста Ванкувер.
За ідеєю художниці з Ванкувера Єлени Рівери Макгрегор інуксук став головним символом Зимових Олімпійських ігор 2010. Проте таке використання інуксука викликало суперечливу реакцію з боку сучасних інуїтів та корінних індіанців Британської Колумбії. Незважаючи на полеміку, спричинену дизайном символу, більшість погодилася,  що його ідейним прототипом був саме Інуксук Альвіна Канака, який був зведений 1986 року на березі Англійського заливу. Інуксук Канака, так само як інуксук, що став символом Зимових Олімпійських ігор мають спільну ідею — дружелюбність і відкритість для всього світу.

На меморіальній дошці, що знаходиться перед скульптурою, зазначено:
Цей прадавній символ інуїтської культури, що споконвік служив орієнтиром для мореплавців, нині є втіленням гостинності і дружелюбності. Зведений Альвіном Канаком із сірого граніту, цей меморіал був замовлений урядом Північно-західних територій для всесвітньої виставки «Експо-86», а пізніше — подарований місту Ванкувер. У 1987 році за фінансової підтримки компанії Coast Hotels & Resorts та програми культурної спадщини міста Ванкувер, Інуксук був транспортований на це місце і отримав статус пам'ятки місцевого значення.